# Ludovik Černej
Lud(o)vik Černej, slovenski pedagoški pisatelj, * 15. avgust 1870, Fram, † 27. avgust 1936, Makole.

## Življenje in delo
Černej je najprej dokončal dva razreda gimnazije in nato učiteljišče v Mariboru (1891), obiskoval pa je tudi razne tečaje in se usposobil za čebelarstvo, vinogradništvo, sadjarstvo in risanje. Učiteljeval je v Limbušu, Makolah, Čadramu, Grižah in postal 1919 okrajni šolski nadzornik. V mlajših letih se je poskušal kot lirik in v letih 1892−1896 objavljal pod raznimi psevdonimi v Ljubljanskem zvonu (psevd.: L. Habetov, Dravinjski, Framčan). Priobčeval pa je tudi pedagoške članke in razprave in predelal Lavtarjevo Računico za osnovne šole, II. del (1924), ocenjeval mladinske leposlovne zbirke ter napisal več črtic in povesti za mladino.